# Festival de Sanremo 2017
Le soixante-septième Festival de Sanremo a lieu à Sanremo au Théâtre Ariston , du 7 au 11 février 2017, et est diffusée en direct à la télévision sur la Rai 1 et en haute définition sur Rai 1 HD. Pour la troisième fois consécutive, il est présenté par Carlo Conti qui en est aussi, comme les deux années précédentes, le directeur artistique.
Pour cette édition comme pour les deux précédentes, le slogan de l'événement est Tutti cantano Sanremo (Tout le monde chante Sanremo).
Comme d'habitude, les artistes et leurs chansons seront en compétition dans deux catégories distinctes : 22 artistes bien connus dans la section Campioni et 8 artistes émergents dans la section Nuove Proposte. Comme lors des deux éditions précédentes, le vainqueur de la section Campioni gagnera le droit de représenter l'Italie au Concours Eurovision de la Chanson en 2017, qui se tiendra à Kiev, en Ukraine.
La catégorie Nuove Proposte est remportée le 10 février par le chanteur Lele et sa chanson Ora mai. La catégorie Campioni est, pour sa part, remportée le 11 février par Francesco Gabbani et la chanson Occidentali's Karma.

## Présentation
Dimanche 14 février 2016, lors de la conférence de presse de clôture de l'édition 2016, Carlo Conti confirmé être le présentateur principal de l'édition 2017.

## Participants

### Campioni
Le 22 artistes et chansons en compétition dans la section Campioni du Festival ont été annoncés pendant le direct de l'émission Sarà Sanremo 2016, diffusée le 12 décembre 2016.
| Artiste             | Chanson                  | Auteur(s)                                                                             |
| ------------------- | ------------------------ | ------------------------------------------------------------------------------------- |
| Al Bano             | Di rose e di spine       | Maurizio Fabrizio, Katia Astarita, Albano Carrisi                                     |
| Elodie              | Tutta colpa mia          | Emma Marrone, Oscar Angiuli, Giovanni Pollex, Francesco Cianciola                     |
| Paola Turci         | Fatti bella per te       | Paola Turci, Giulia Anania, Luca Chiaravalli, Davide Simonetta                        |
| Samuel              | Vedrai                   | Jovanotti                                                                             |
| Fiorella Mannoia    | Che sia benedetta        | Amara                                                                                 |
| Nesli e Alice Paba  | Do retta a te            | Francesco Tarducci, Orazio Grillo                                                     |
| Michele Bravi       | Il diario degli errori   | Federica Abbate, Cheope                                                               |
| Fabrizio Moro       | Portami via              | Fabrizio Moro                                                                         |
| Giusy Ferreri       | Fatalmente male          | Roberto Casalino                                                                      |
| Gigi D'Alessio      | La prima stella          | Luigi D'Alessio                                                                       |
| Raige e Giulia Luzi | Togliamoci la voglia     | Raige, Zibba, Antonio Iammarino, Luca Chiaravalli                                     |
| Ron                 | L'ottava meraviglia      | Giuseppe Anastasi                                                                     |
| Ermal Meta          | Vietato morire           | Ermal Meta                                                                            |
| Michele Zarrillo    | Mani nelle mani          | Michele Zarrillo, Giampiero Artegiani                                                 |
| Lodovica Comello    | Il cielo non mi basta    | Federica Abbate, Antonino Di Martino, Dario Faini, Fabrizio Ferraguzzo                |
| Sergio Sylvestre    | Con te                   | Giorgia Todrani, Stefano Maiuolo                                                      |
| Clementino          | Ragazzi fuori            | Clemente Maccaro, Fabio Bartolo Rizzo, Pablo Miguel Lombroni Capalbo, Stefano Tognini |
| Alessio Bernabei    | Nel mezzo di un applauso | Roberto Casalino                                                                      |
| Chiara              | Nessun posto è casa mia  | Niccolò Verrienti, Carlo Verrienti                                                    |
| Francesco Gabbani   | Occidentali's Karma      | Francesco Gabbani, Filippo Gabbani, Fabio Ilacqua, Luca Chiaravalli                   |
| Bianca Atzei        | Ora esisti solo tu       | Francesco Silvestre                                                                   |
| Marco Masini        | Spostato di un secondo   | Marco Masini, Diego Calvetti, Zibba                                                   |

### Nuove Proposte
De façon similaire à ce qui s'est passé dans les éditions plus récentes, la section des participants moins connus, appelée les Nuove Proposte, comprendra huit concurrents. Six artistes ont été  sélectionnés lors de l'émission Sarà Sanremo 2016. Les deux autres lors de l'édition 2016 de Area Sanremo.
| Artiste            | Chanson                        | Auteur(s)                                               |
| ------------------ | ------------------------------ | ------------------------------------------------------- |
| Valeria Farinacci  | Insieme                        | Giuseppe Anastasi                                       |
| Braschi            | Nel mare ci sono i coccodrilli | Federico Braschi, M. Marches                            |
| Leonardo Lamacchia | Ciò che resta                  | M. Lusini, Giovanni Pollex                              |
| Tommaso Pini       | Cose che mettono ansia         | Andrea Amati, Tommaso Pini, Andrea Francesca Dall'Ora   |
| Maldestro          | Canzone per Federica           | Antonio Prestieri                                       |
| Marianne Mirage    | Le canzoni fanno male          | Kaballà, F. Bianconi                                    |
| Lele               | Ora mai                        | Raffaele Esposito, R. Di Benedetto, R. Canale           |
| Francesco Guasti   | Universo                       | Francesco Guasti, Maurizio Musumeci, Francesco Ciccotti |

## Soirées

### Première soirée
Pendant cette soirée seront interprétées onze œuvres d'artistes appartenant à la section Campioni. Un vote combinant le vote de la presse et du public aura ensuite lieu. Les trois chansons les moins plébiscitées participeront au repêchage lors de la troisième soirée, tandis que les huit premiers seront directement qualifiés pour la quatrième soirée.

#### Campioni
| #  | Artiste          | Chanson                  | Vote                  | Vote           | Vote    | Place |
| #  | Artiste          | Chanson                  | Salle de presse (50%) | Télévote (50%) | Moyenne | Place |
| -- | ---------------- | ------------------------ | --------------------- | -------------- | ------- | ----- |
| 01 | Giusy Ferreri    | Fa talmente male         | 2,34%                 | 3,25%          | 2,80%   | 11    |
| 02 | Fabrizio Moro    | Portami via              | 10,42%                | 14,09%         | 12,25%  | 3     |
| 03 | Elodie           | Tutta colpa mia          | 10,16%                | 10,91%         | 10,54%  | 4     |
| 04 | Lodovica Comello | Il cielo non mi basta    | 2,08%                 | 13,76%         | 7,92%   | 6     |
| 05 | Fiorella Mannoia | Che sia benedetta        | 23,43%                | 16,53%         | 19,98%  | 1     |
| 06 | Alessio Bernabei | Nel mezzo di un applauso | 1,56%                 | 9,36%          | 5,46%   | 8     |
| 07 | Al Bano          | Di rose e di spine       | 7,03%                 | 7,54%          | 7,29%   | 7     |
| 08 | Samuel           | Vedrai                   | 15,89%                | 4,62%          | 10,25%  | 5     |
| 09 | Ron              | L'ottava meraviglia      | 4,95%                 | 3,74%          | 4,34%   | 10    |
| 10 | Clementino       | Ragazzi fuori            | 3,91%                 | 6,35%          | 5,13%   | 9     |
| 11 | Ermal Meta       | Vietato morire           | 18,23%                | 9,85%          | 14,04%  | 2     |

### Deuxième soirée
Le déroulement de la section Campioni lors de la deuxième soirée est identique à la première.

#### Campioni
| #  | Artiste                 | Chanson                 | Vote                  | Vote           | Vote    | Place |
| #  | Artiste                 | Chanson                 | Salle de presse (50%) | Télévote (50%) | Moyenne | Place |
| -- | ----------------------- | ----------------------- | --------------------- | -------------- | ------- | ----- |
| 01 | Bianca Atzei            | Ora esisti solo tu      | 2,80%                 | 5,02%          | 3,90%   | 11    |
| 02 | Marco Masini            | Spostato di un secondo  | 11,66%                | 7,72%          | 9,70%   | 5     |
| 03 | Nesli feat. Alice Paba  | Do retta a te           | 2,56%                 | 7,19%          | 4,87%   | 10    |
| 04 | Sergio Sylvestre        | Con te                  | 8,86%                 | 11,96%         | 10,41%  | 4     |
| 05 | Gigi D'Alessio          | La prima stella         | 4,43%                 | 11,32%         | 7,88%   | 6     |
| 06 | Michele Bravi           | Il diario degli errori  | 10,02%                | 22,93%         | 16,48%  | 2     |
| 07 | Paola Turci             | Fatti bella per te      | 17,72%                | 4,59%          | 11,16%  | 3     |
| 08 | Francesco Gabbani       | Occidentali's Karma     | 22,84%                | 11,30%         | 17,07%  | 1     |
| 09 | Michele Zarrillo        | Mani nelle mani         | 4,43%                 | 6,72%          | 5,58%   | 8     |
| 10 | Chiara                  | Nessun posto è casa mia | 9,09%                 | 6,36%          | 7,72%   | 7     |
| 11 | Raige feat. Giulia Luzi | Togliamoci la voglia    | 5,59%                 | 4,89%          | 5,24%   | 9     |

#### Nuove Proposte
Dans la section Nuove Proposte, quatre des huit artistes interprètent leur chanson. Un vote combinant un jury de presse et le public désigne deux artistes qui se qualifient pour la finale de leur section. 
| #  | Artiste            | Chanson                            | Vote                  | Vote           | Vote    | Place |
| #  | Artiste            | Chanson                            | Salle de presse (50%) | Télévote (50%) | Moyenne | Place |
| -- | ------------------ | ---------------------------------- | --------------------- | -------------- | ------- | ----- |
| 01 | Marianne Mirage    | Le canzoni fanno male              | 28,75%                | 19,04%         | 23,90%  | 3     |
| 02 | Francesco Guasti   | Universo                           | 23,75%                | 36,47%         | 30,11%  | 1     |
| 03 | Braschi            | Nel mare non ci sono i coccodrilli | 22,92%                | 16,58%         | 19,75%  | 4     |
| 04 | Leonardo Lamacchia | Ciò che resta                      | 24,58%                | 27,91%         | 26,25%  | 2     |

### Troisième soirée

#### Campioni– Covers
Lors de la troisième soirée, les seize artistes de la section Campioni n'étant pas en risque d'élimination interprètent une cover des classiques de la musique italienne. Ensuite, les six artistes à risque interprètent leur propre chanson lors du tour de repêchage. Quatre d'entre eux sont qualifiés pour la finale tandis que deux seront éliminés de manière définitive.
| Covers            | Covers                                                     | Covers                | Covers         | Covers  | Covers |
| Artiste           | Chanson (Artiste original)                                 | Votes                 | Votes          | Votes   | Place  |
| Artiste           | Chanson (Artiste original)                                 | Salle de presse (50%) | Télévote (50%) | Moyenne | Place  |
| ----------------- | ---------------------------------------------------------- | --------------------- | -------------- | ------- | ------ |
| Al Bano           | Pregherò (Adriano Celentano)                               | 1,34%                 | 6,43%          | 3,89%   | 12     |
| Alessio Bernabei  | Un giorno credi (Edoardo Bennato)                          | 0,00%                 | 6,75%          | 3,38%   | 13     |
| Michele Bravi     | La stagione dell'amore (Franco Battiato)                   | 3,58%                 | 10,14%         | 6,86%   | 5      |
| Lodovica Comello  | Le mille bolle blu (Mina)                                  | 0,45%                 | 11,12%         | 5,78%   | 7      |
| Gigi D'Alessio    | L'immensità (Don Backy)                                    | 2,68%                 | 8,43%          | 5,56%   | 9      |
| Elodie            | Quando finisce un amore (Riccardo Cocciante)               | 7,83%                 | 5,02%          | 6,43%   | 6      |
| Francesco Gabbani | Susanna (Adriano Celentano)                                | 3,80%                 | 7,48%          | 5,64%   | 8      |
| Chiara Galiazzo   | Diamante (Zucchero Fornaciari)                             | 1,79%                 | 4,25%          | 3,02%   | 14     |
| Fiorella Mannoia  | Sempre e per sempre (Francesco De Gregori)                 | 12,08%                | 8,76%          | 10,42%  | 4      |
| Marco Masini      | Signor Tenente (Giorgio Faletti)                           | 14,77%                | 6,11%          | 10,44%  | 3      |
| Ermal Meta        | Amara terra mia (Domenico Modugno)                         | 21,70%                | 6,19%          | 13,95%  | 1      |
| Fabrizio Moro     | La leva calcistica della classe '68 (Francesco De Gregori) | 5,59%                 | 5,09%          | 5,34%   | 10     |
| Samuel            | Ho difeso il mio amore (I Nomadi)                          | 1,79%                 | 1,85%          | 1,82%   | 16     |
| Sergio Sylvestre  | La pelle nera (Nino Ferrer)                                | 3,57%                 | 4,45%          | 4,01%   | 11     |
| Paola Turci       | Un'emozione da poco (Anna Oxa)                             | 17,67%                | 5,03%          | 11,35%  | 2      |
| Michele Zarrillo  | Se tu non torni (Miguel Bosè)                              | 1,35%                 | 2,89%          | 2,11%   | 15     |

| Repêchage | Repêchage               | Repêchage            | Repêchage             | Repêchage      | Repêchage | Repêchage |
| #         | Artiste                 | Chanson              | Vote                  | Vote           | Vote      | Place     |
| #         | Artiste                 | Chanson              | Salle de presse (50%) | Télévote (50%) | Moyenne   | Place     |
| --------- | ----------------------- | -------------------- | --------------------- | -------------- | --------- | --------- |
| 01        | Ron                     | L'ottava meraviglia  | 21,17%                | 23,07%         | 22,12%    | 1         |
| 02        | Raige feat. Giulia Luzi | Togliamoci la voglia | 12,61%                | 8,44%          | 10,53%    | 6         |
| 03        | Bianca Atzei            | Ora esisti solo tu   | 12,84%                | 26,93%         | 19,88%    | 2         |
| 04        | Clementino              | Ragazzi fuori        | 18,47%                | 15,86%         | 17,16%    | 3         |
| 05        | Giusy Ferreri           | Fa talmente male     | 22,75%                | 11,14%         | 16,94%    | 4         |
| 06        | Nesli feat. Alice Paba  | Do retta a te        | 12,16%                | 14,56%         | 13,36%    | 5         |

#### Nuove Proposte
Similairement à la deuxième soirée, quatre des huit artistes interprètent leur chanson. Un vote combinant un jury de presse et le public désigne deux artistes qui se qualifient pour la finale de leur section.
| #  | Artiste           | Chanson              | Vote                  | Vote           | Vote    | Place |
| #  | Artiste           | Chanson              | Salle de presse (50%) | Télévote (50%) | Moyenne | Place |
| -- | ----------------- | -------------------- | --------------------- | -------------- | ------- | ----- |
| 01 | Maldestro         | Canzone per Federica | 28,13%                | 18,38%         | 23,25%  | 2     |
| 02 | Tommaso Pini      | Cose che danno ansia | 25,35%                | 17,25%         | 21,30%  | 3     |
| 03 | Valeria Farinacci | Insieme              | 14,92%                | 20,27%         | 17,60%  | 4     |
| 04 | Lele              | Ora mai              | 31,60%                | 44,10%         | 37,85%  | 1     |

### Quatrième soirée

#### Campioni
Lors de la quatrième soirée sont interprétées les vingt chansons restantes de la section Campioni. Après un vote combinant un jury d'experts, un jury démoscopique et le vote du public, les artistes étant arrivés aux quatre dernières places sont éliminés.
| #  | Artiste           | Chanson                  | Vote           | Vote                    | Vote                 | Vote    | Place |
| #  | Artiste           | Chanson                  | Télévote (40%) | Jury démoscopique (30%) | Jury d'experts (30%) | Moyenne | Place |
| -- | ----------------- | ------------------------ | -------------- | ----------------------- | -------------------- | ------- | ----- |
| 01 | Ron               | L'ottava meraviglia      | 2,60%          | 1,25%                   | 3,04%                | 2,37%   | 19    |
| 02 | Chiara Galiazzo   | Nessun posto è casa mia  | 3,70%          | 5,00%                   | 3,09%                | 3,84%   | 11    |
| 03 | Samuel            | Vedrai                   | 5,10%          | 6,25%                   | 2,23%                | 4,30%   | 9     |
| 04 | Al Bano           | Di rose e di spine       | 2,67%          | 0,00%                   | 5,61%                | 3,04%   | 17    |
| 05 | Ermal Meta        | Vietato morire           | 6,35%          | 10,00%                  | 6,50%                | 7,51%   | 4     |
| 06 | Michele Bravi     | Il diario degli errori   | 4,62%          | 15,00%                  | 13,04%               | 11,10%  | 2     |
| 07 | Fiorella Mannoia  | Che sia benedetta        | 14,55%         | 10,00%                  | 10,55%               | 11,59%  | 1     |
| 08 | Clementino        | Ragazzi fuori            | 2,70%          | 6,25%                   | 3,80%                | 4,20%   | 10    |
| 09 | Lodovica Comello  | Il cielo non mi basta    | 3,12%          | 2,50%                   | 5,27%                | 3,79%   | 12    |
| 10 | Gigi D'Alessio    | La prima stella          | 2,22%          | 0,00%                   | 5,63%                | 2,92%   | 18    |
| 11 | Paola Turci       | Fatti bella per te       | 7,72%          | 8,75%                   | 3,27%                | 6,25%   | 5     |
| 12 | Marco Masini      | Spostato di un secondo   | 4,23%          | 3,75%                   | 3,43%                | 3,76%   | 13    |
| 13 | Francesco Gabbani | Occidentali's karma      | 8,65%          | 6,87%                   | 7,38%                | 7,61%   | 3     |
| 14 | Michele Zarrillo  | Mani nelle mani          | 3,40%          | 3,75%                   | 2,91%                | 3,31%   | 15    |
| 15 | Bianca Atzei      | Ora esisti solo tu       | 4,83%          | 3,13%                   | 6,57%                | 5,02%   | 7     |
| 16 | Sergio Sylvestre  | Con te                   | 6,81%          | 3,75%                   | 3,96%                | 4,75%   | 8     |
| 17 | Elodie            | Tutta colpa mia          | 5,65%          | 1,25%                   | 3,16%                | 3,34%   | 14    |
| 18 | Fabrizio Moro     | Portami via              | 6,03%          | 6,87%                   | 5,27%                | 5,98%   | 6     |
| 19 | Giusy Ferreri     | Fa talmente male         | 3,37%          | 1,88%                   | 1,75%                | 2,27%   | 20    |
| 20 | Alessio Bernabei  | Nel mezzo di un applauso | 1,68%          | 3,75%                   | 3,54%                | 3,05%   | 16    |

#### Nuove Proposte
Dans la section Nuove Proposte, les quatre artistes restants interprètent une nouvelle fois leurs chansons. Un vote combinant un jury d'experts, un jury démoscopique et le vote du public désigne le vainqueur de la section.
| #  | Artiste             | Chanson              | Vote                    | Vote                 | Vote           | Vote    | Place |
| #  | Artiste             | Chanson              | Jury démoscopique (30%) | Jury d'experts (30%) | Télévote (40%) | Moyenne | Place |
| -- | ------------------- | -------------------- | ----------------------- | -------------------- | -------------- | ------- | ----- |
| 01 | Leonardo La Macchia | Ciò che resta        | 20,34%                  | 25,00%               | 13,18%         | 18,87%  | 4     |
| 02 | Lele                | Ora mai              | 27,00%                  | 31,25%               | 51,96%         | 38,26%  | 1     |
| 03 | Maldestro           | Canzone per Federica | 22,83%                  | 31,25%               | 13,67%         | 21,69%  | 2     |
| 04 | Francesco Guasti    | Universo             | 29,83%                  | 12,50%               | 21,19%         | 21,18%  | 3     |

### Cinquième soirée

#### Campioni
Lors de cette cinquième soirée sont interprétées les seize chansons restantes de la section Campioni. De nouveau, après un vote combinant un jury d'experts, un jury démoscopique et le vote du public, les trois chansons obtenant le meilleur résultat sont qualifiées pour le deuxième tour de la finale. Après un dernier vote, le vainqueur sera désigné parmi ces trois chansons.
| #  | Artiste           | Chanson                  | Vote                    | Vote                 | Vote           | Vote    | Place |
| #  | Artiste           | Chanson                  | Jury démoscopique (30%) | Jury d'experts (30%) | Télévote (40%) | Moyenne | Place |
| -- | ----------------- | ------------------------ | ----------------------- | -------------------- | -------------- | ------- | ----- |
| 01 | Elodie            | Tutta colpa mia          | 6,78%                   | 3,13%                | 5,99%          | 5,37%   | 8     |
| 02 | Michele Zarrillo  | Mani nelle mani          | 3,80%                   | 3,13%                | 3,49%          | 3,48%   | 11    |
| 03 | Sergio Sylvestre  | Con te                   | 7,30%                   | 3,13%                | 8,10%          | 6,37%   | 6     |
| 04 | Fiorella Mannoia  | Che sia benedetta        | 15,05%                  | 15,00%               | 12,73%         | 14,11%  | 1     |
| 05 | Fabrizio Moro     | Portami via              | 5,98%                   | 4,38%                | 7,94%          | 6,28%   | 7     |
| 06 | Alessio Bernabei  | Nel mezzo di un applauso | 2,02%                   | 3,75%                | 3,21%          | 3,01%   | 15    |
| 07 | Marco Masini      | Spostato di un secondo   | 4,15%                   | 2,50%                | 3,63%          | 3,45%   | 13    |
| 08 | Paola Turci       | Fatti bella per te       | 9,80%                   | 13,75%               | 4,15%          | 8,72%   | 5     |
| 09 | Bianca Atzei      | Ora esisti solo tu       | 6,02%                   | 1,88%                | 7,26%          | 5,27%   | 9     |
| 10 | Francesco Gabbani | Occidentali's karma      | 11,88%                  | 9,38%                | 14,37%         | 12,13%  | 2     |
| 11 | Chiara Galiazzo   | Nessun posto è casa mia  | 3,68%                   | 3,75%                | 2,21%          | 3,11%   | 14    |
| 12 | Clementino        | Ragazzi fuori            | 2,55%                   | 3,13%                | 2,69%          | 2,78%   | 16    |
| 13 | Ermal Meta        | Vietato morire           | 7,72%                   | 13,75%               | 7,63%          | 9,49%   | 3     |
| 14 | Lodovica Comello  | Il cielo non mi basta    | 3,18%                   | 3,13%                | 3,89%          | 3,45%   | 12    |
| 15 | Samuel            | Vedrai                   | 5,42%                   | 5,63%                | 2,11%          | 4,16%   | 10    |
| 16 | Michele Bravi     | Il diario degli errori   | 4,67%                   | 10,63%               | 10,59%         | 8,82%   | 4     |

| #  | Artiste           | Chanson             | Vote                    | Vote                 | Vote           | Vote    | Place |
| #  | Artiste           | Chanson             | Jury démoscopique (30%) | Jury d'experts (30%) | Télévote (40%) | Moyenne | Place |
| -- | ----------------- | ------------------- | ----------------------- | -------------------- | -------------- | ------- | ----- |
| 01 | Fiorella Mannoia  | Che sia benedetta   | 37,89%                  | 27,08%               | 33,21%         | 32,78%  | 2     |
| 02 | Ermal Meta        | Vietato morire      | 28,61%                  | 43,75%               | 23,10%         | 30,95%  | 3     |
| 03 | Francesco Gabbani | Occidentali's Karma | 33,50%                  | 29,17%               | 43,69%         | 36,27%  | 1     |

## Audiences
| Soirée | Date            | 1re partie      | 1re partie | 2de partie      | 2de partie | Moyenne         | Moyenne | Références |
| Soirée | Date            | Télespectateurs | PDM        | Télespectateurs | PDM        | Télespectateurs | PDM     | Références |
| ------ | --------------- | --------------- | ---------- | --------------- | ---------- | --------------- | ------- | ---------- |
| I      | 7 février 2017  | 13 176 000      | 50,1%      | 6 212 000       | 52,01%     | 11 374 000      | 50,37%  | [ 7 ]      |
| II     | 8 février 2017  | 11 708 000      | 46,04%     | 5 826 000       | 50,61%     | 10 367 000      | 46,6%   | [ 8 ]      |
| III    | 9 février 2017  | 12 751 000      | 49,74%     | 5 418 000       | 49,35%     | 10 420 000      | 49,7%   | [ 9 ]      |
| IV     | 10 février 2017 | 11 674 000      | 45,68%     | 6 179 000       | 53,27%     | 9 886 000       | 47,05%  | [ 10 ]     |
| Finale | 11 février 2017 | 13 553 000      | 54,3%      | 9 681 000       | 69,7%      | 12 022 000      | 58,4%   | [ 11 ]     |

## À l'Eurovision

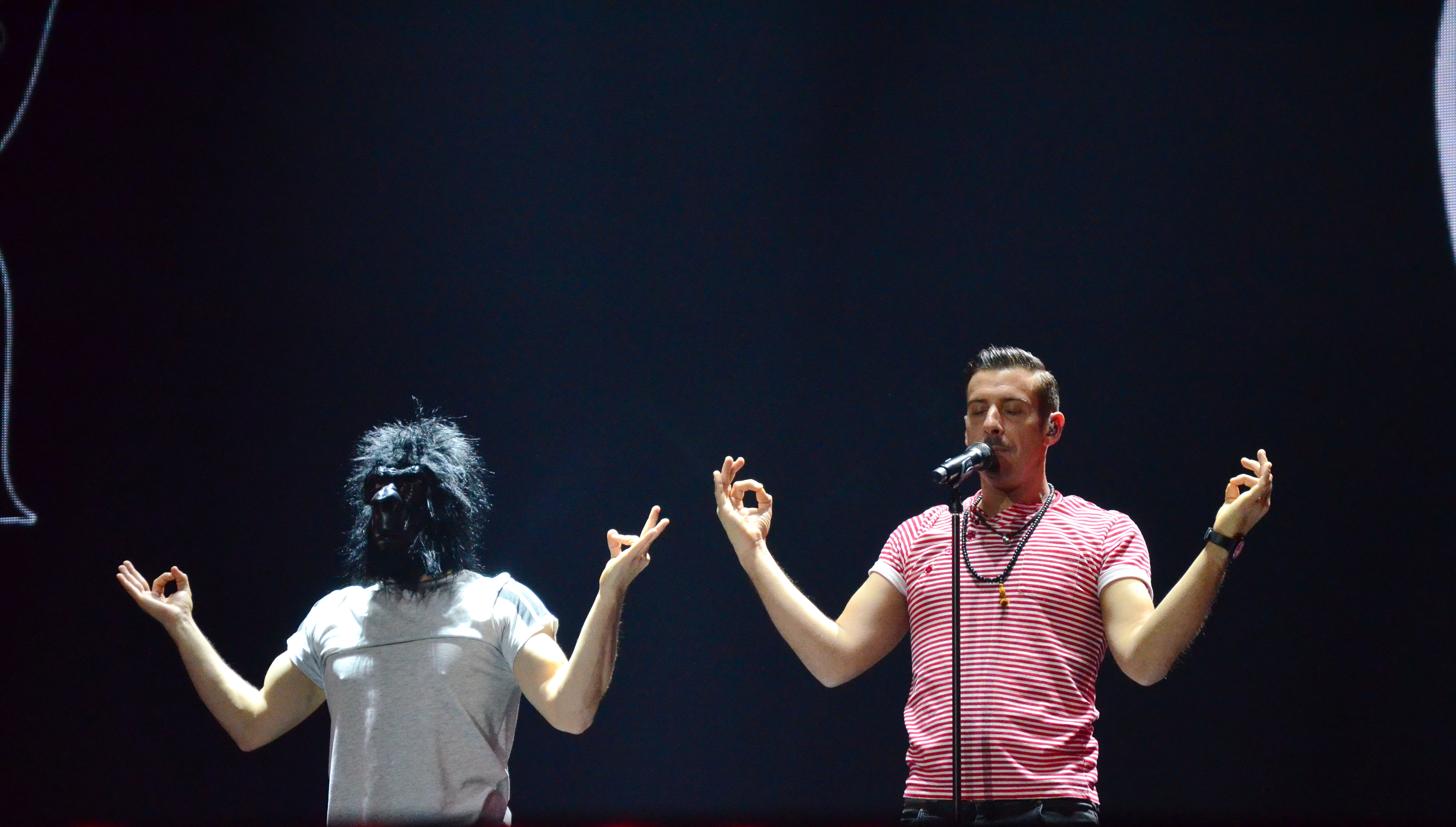
Francesco Gabbani sur scène lors de l'Eurovision 2017.

Après sa victoire, Francesco Gabbani accepte de représenter l'Italie au Concours Eurovision de la chanson 2017 avec la chanson Occidentali's Karma. L'Italie faisant partie du Big Five, le chanteur est automatiquement qualifié pour la finale. Il y termine en sixième position avec un total de 334 points.